# Bartolomeo Cristofori
Bartolomeo Cristofori, född 4 maj 1655 i Padua, död 27 januari 1731 i Florens, var en italiensk klaverbyggare och uppfinnare.
Christofori vidareutvecklade en gammal idé (belagd 1440 hos Henri Arnaut de Zwolle) om att förse ett hackbräde med klaviatur och anses vara den förste som lyckades. Han kallade sin uppfinning Gravicembalo col piano e forte; dess efterföljare kallas idag pianon, men kallades under samtiden och en lång tid framöver hammarklaver. Uppfinningen beskrevs första gången 1711 i Giornali dei letterati d'Italia. Den började dock inte slå igenom förrän den tyske orgel- och klaverbyggaren Gottfried Silbermann började tillverka sådana klaver.